# Говардвік (Техас)
Говардвік (англ. Howardwick) — місто (англ. city) в США, в окрузі Донлі штату Техас. Населення — 370 осіб (2020).

## Географія
Говардвік розташований за координатами 35°2′6″ пн. ш. 100°54′30″ зх. д. / 35.03500° пн. ш. 100.90833° зх. д. (35.035086, -100.908319).  За даними Бюро перепису населення США в 2010 році місто мало площу 4,86 км², уся площа — суходіл.

## Демографія
Згідно з переписом 2010 року, у місті мешкали 402 особи в 192 домогосподарствах у складі 125 родин. Густота населення становила 83 особи/км².  Було 380 помешкань (78/км²).
Расовий склад населення:
| - 96,5 % — білих - 1,0 % — корінних американців - 0,5 % — чорних або афроамериканців - 1,2 % — осіб інших рас |

До двох чи більше рас належало 0,7 %. Частка іспаномовних становила 3,5 % від усіх жителів.
За віковим діапазоном населення розподілялося таким чином: 14,7 % — особи молодші 18 років, 51,2 % — особи у віці 18—64 років, 34,1 % — особи у віці 65 років та старші. Медіана віку мешканця становила 54,9 року. На 100 осіб жіночої статі у місті припадало 97,1 чоловіків;  на 100 жінок у віці від 18 років та старших — 100,6 чоловіків також старших 18 років.
Середній дохід на одне домашнє господарство  становив 46 392 долари США (медіана — 33 750), а середній дохід на одну сім'ю — 52 712 долари (медіана — 44 167). За межею бідності перебувало 26,1 % осіб, у тому числі 54,3 % дітей у віці до 18 років та 2,9 % осіб у віці 65 років та старших.
Цивільне працевлаштоване населення становило 151 особа. Основні галузі зайнятості: освіта, охорона здоров'я та соціальна допомога — 18,5 %, роздрібна торгівля — 17,9 %, будівництво — 17,2 %.